# Bupyeongsamgeori (métro d'Incheon)
Bupyeongsamgeori (hangeul : 부평삼거리 ; hanja : 富平三거리) est une station de passage de la ligne 1 du métro d'Incheon. Elle est située au 765 Gyeongin-ro, quartier Sipjeong-dong, dans l'arrondissement de Bupyeong-gu, de la ville d'Incheon, à l'ouest de Séoul, en Corée du Sud.
Ouverte en 1999, elle est desservie par les rames omnibus qui circulent sur la ligne. Depuis 2010 la billetterie est fondue dans celle du métro de Séoul.

## Situation sur le réseau

Plan du réseau du métro de Séoul (2023)

La station souterraine Bupyeongsamgeori est une station de passage de la ligne 1 du métro d'Incheon : elle est située entre la station Dongsu, en direction du terminus nord Gyeyang, et la station Ganseogogeori, en direction du terminus sud Songdo Moonlight Festival Park.

## Histoire
La station Bupyeongsamgeori est mise en service le 6 octobre 1999, lors de l'ouverture à l'exploitation de la section, de Dongmak à  Bakchon.
Avant 2010, le métro d'Icheon disposait de son propre système de billetterie, depuis il est intégré dans le système du métro de Séoul. Cette fusion est aussi visible sur les plans du métro de Séoul qui incluent maintenant le métro d'Incheon.

## Services aux voyageurs

### Accès et accueil
La station souterraine est située au 765 Gyeongin-ro, quartier Sipjeong-dong. Elle dispose de quatre bouches et comme toutes les stations de la ligne, elle est équipée d'automates pour l'achat de titres de transport valables sur l'ensemble du réseau du métro de Séoul.

### Desserte
Bupyeongsamgeori est desservie par les rames omnibus qui circulent sur la ligne 1 du métro d'incheon. Elle dispose de deux voies et deux quais latéraux.

Installations
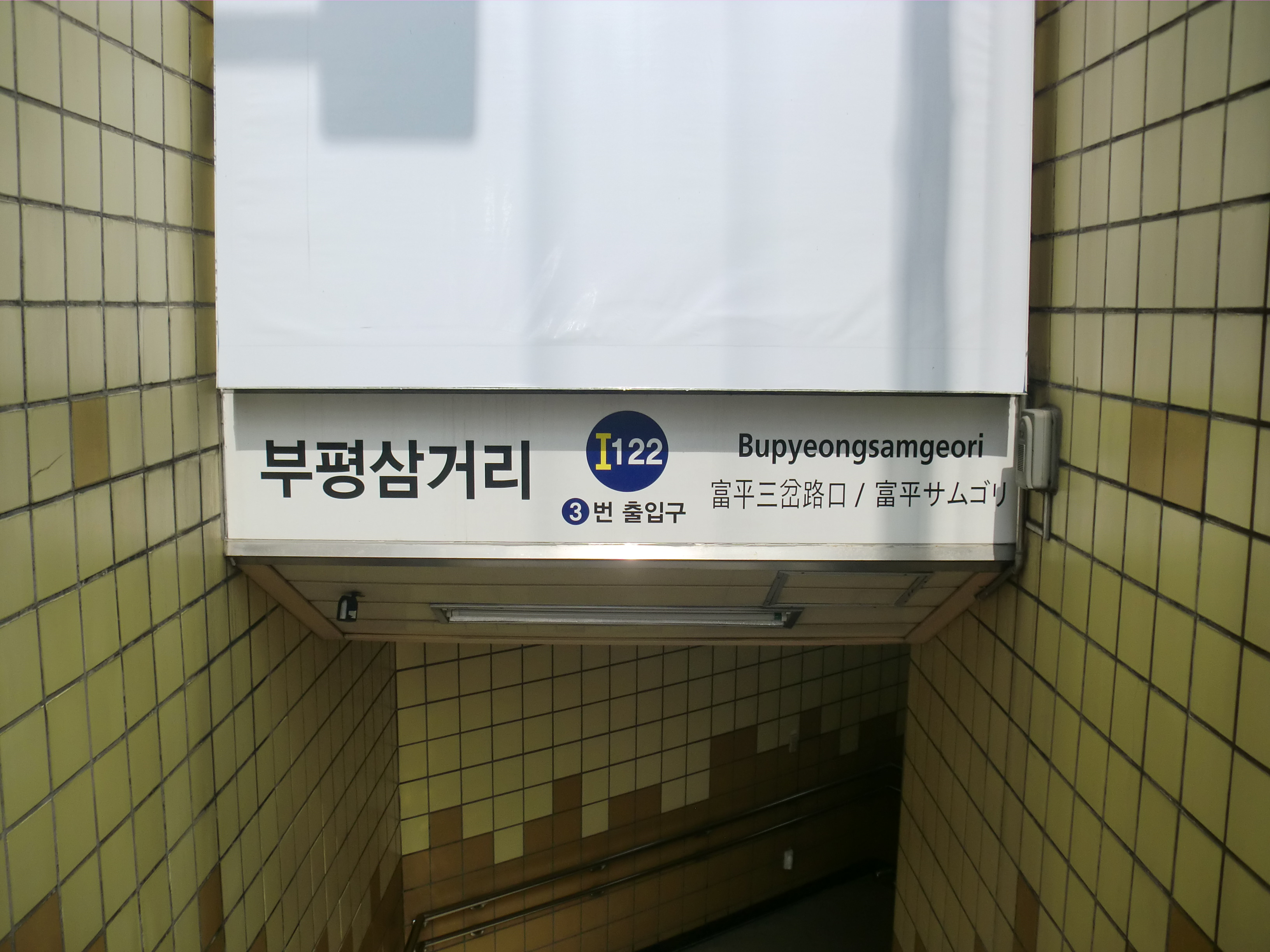
En 2014.
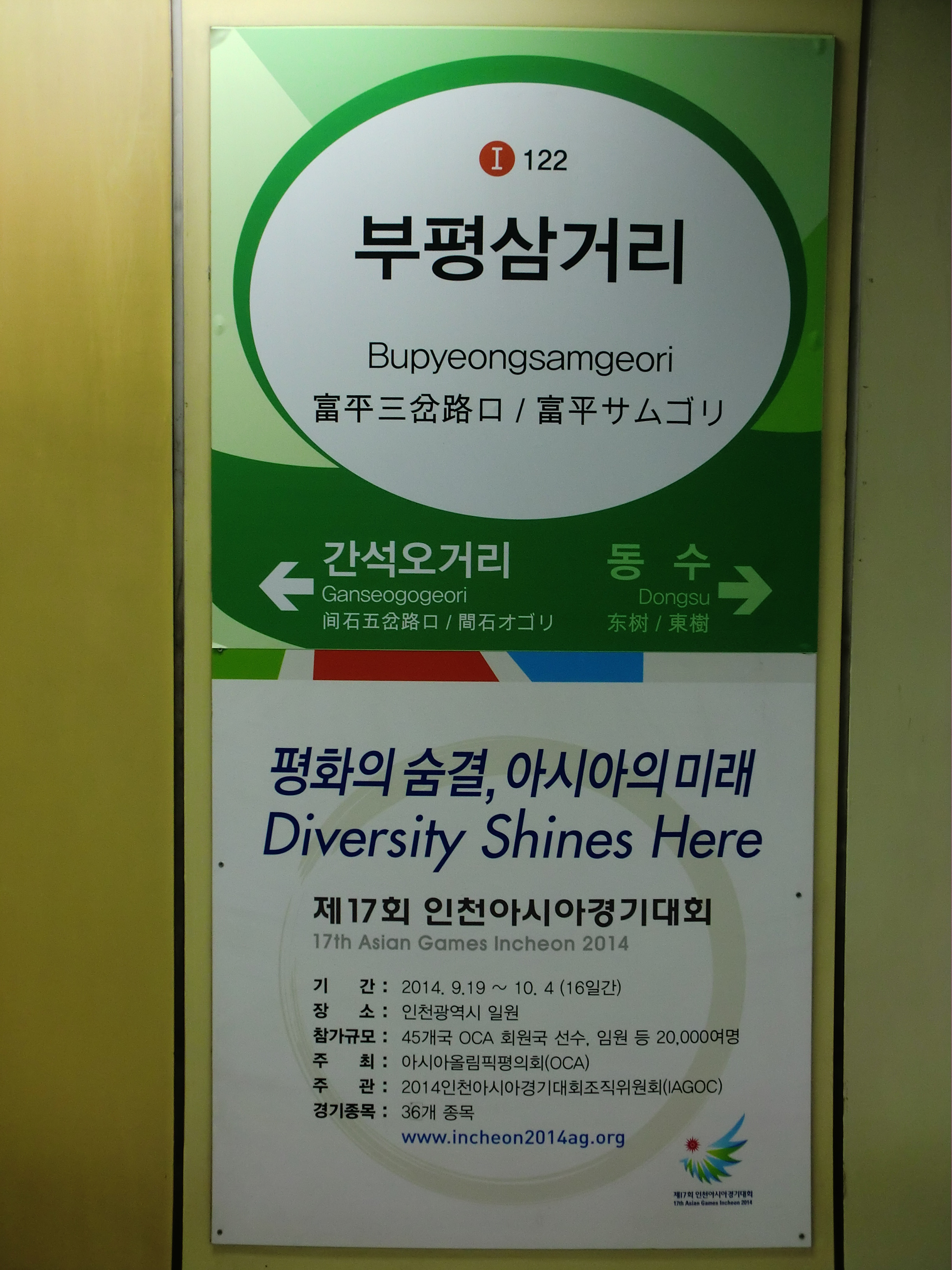
En 2014.
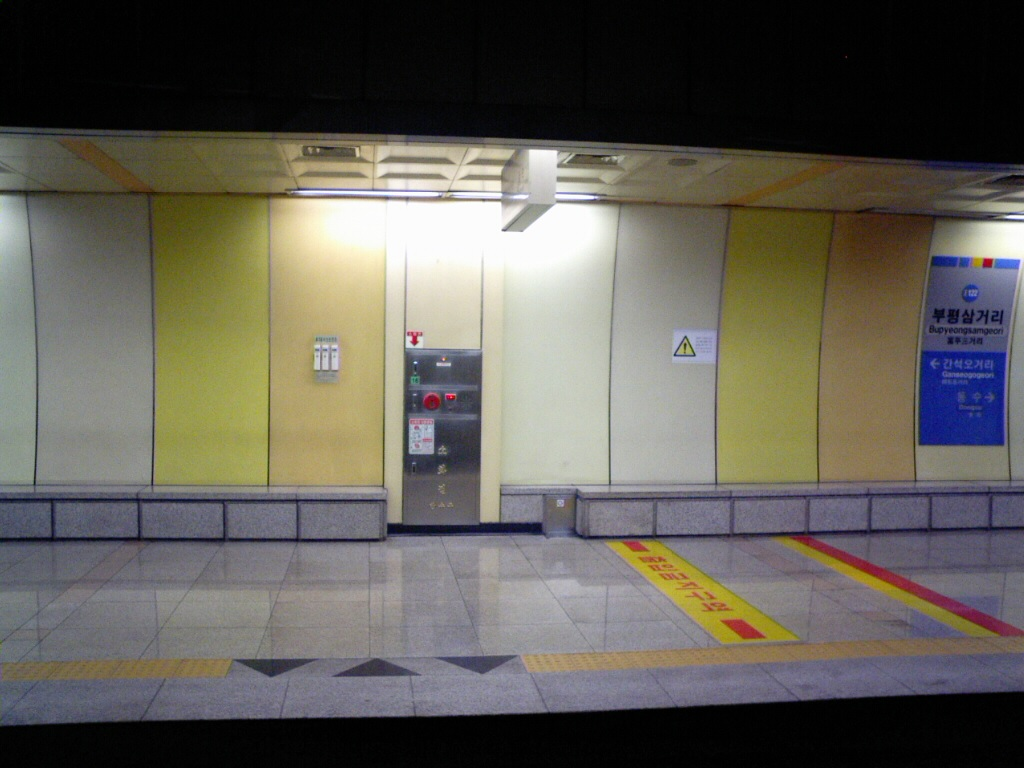
En 2008.

### Intermodalité
Des arrêts de bus sont établis à proximité des bouches de la station.